# Damião Dalasseno

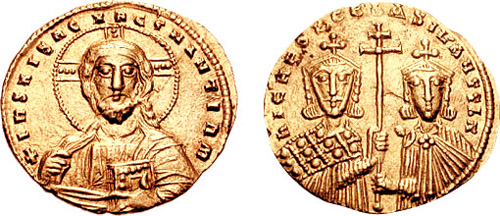
Histameno de r. e r.

Damião Dalasseno (em grego: Δαμιανός Δαλασσηνός; romaniz.: Damianos Dalassenos; c. 940 - 19 de julho de 998) foi um aristocrata e general bizantino do século X, o primeiro membro conhecido de sua família, que serviu como governador militar (duque) de Antioquia em 995/996-998. Ele lutou contra o Califado Fatímida com algum sucesso, até ser morto na batalha de Apameia de 18 de julho de 998.

## Biografia
Damião é o primeiro membro atestado da distinta família Dalasseno. Sua infância é incerta, mas por razões genealógicas estima-se que nasceu em ca. 940. Nada se sabe sobre ele antes de 995/996, quando o imperador Basílio II (r. 976–1025) nomeou-o governador de Antioquia em sucessão de Miguel Burtzes após a derrota na Batalha do Orontes em setembro de 994. O posto militar era uma dos mais importantes do Império Bizantino, com seu titular comandando as tropas organizadas contra o Califado Fatímida e os chefes muçulmanos semi-autônomos da Síria. Nesta capacidade, manteve o alto título de patrício (segundo João Escilitzes) ou magistro (de acordo com Estêvão de Taraunitis).
Dalasseno manteve uma posição agressiva. Em 996, suas forças invadiram os arredores de Trípoli e Arca, enquanto Manjutaquim, novamente sem sucesso, lançou certo a Alepo e Tartus, que os bizantinos ocuparam e reforçaram no ano anterior, mas foi forçado a se retirar quando Dalasseno veio com um exército para aliviar a fortaleza. A derrota fatímida foi agravada por um naufrágio de uma frota fatímida, que pretendia-se ser usada para apoiar as operações de Manjutaquim, antes de Tartus. Dalasseno repetiu seus raides contra Trípoli em 997, tomando muitos cativos. Também atacou as cidades de Rafaneia, Uje e Alacba, capturando a última e levando os habitantes em cativeiros.

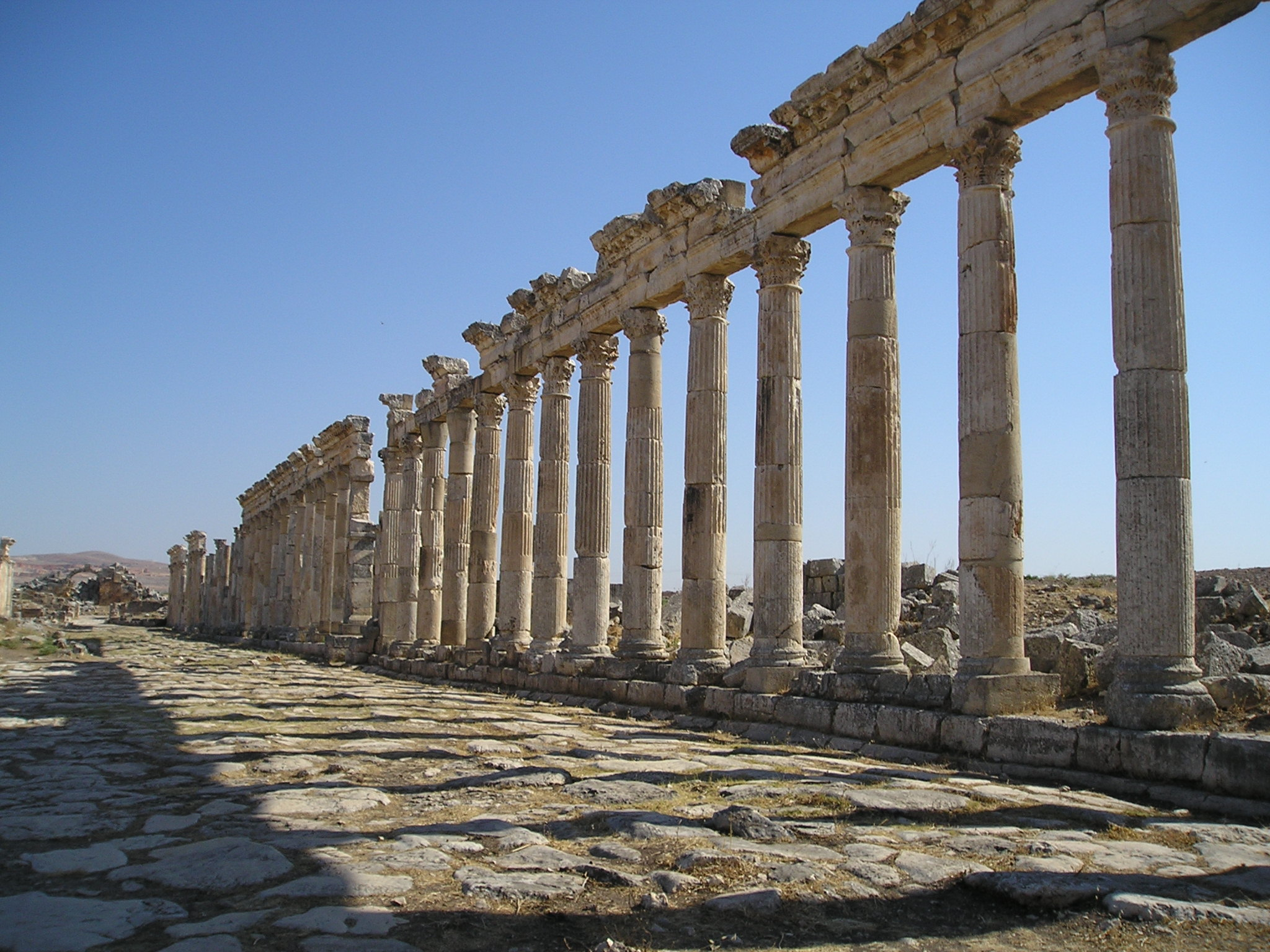
Ruínas de Apameia

Em junho/julho de 998, marchou suas tropas para Apameia para tomar a cidade após um incêndio catastrófico que incendiou as suas provisões. Os alepinos tentaram tomá-la primeiro, mas retiraram-se com a aproximação de Dalasseno, que não poderia permitir um vassalo crescer tanto. O governador fatímida local, Almalaiti, chamou por ajuda, mas o exército de alívio sob Jaixe ibne Samsama estava atrasado por ter de primeiro suprimir a rebelião que eclodiu em Tiro por intermédio dos bizantinos. Após a cidade ser submetida, Jaixe moveu seu exército para Damasco, de onde prosseguiu para confrontar Dalasseno.
Ibne Alcalanici relata que por esta época, Apameia estava próximo da rendição devido a fome. Na batalha resultante, travada em 19 de julho de 998, os bizantinos foram inicialmente vitoriosos, mas um oficial curdo conseguiu matar Dalasseno, de modo que o exército bizantino colapsou e fugiu. Dois de seus filhos, que o acompanharam, foram levados cativos para o Cairo, onde permaneceram por 10 anos, enquanto Estêvão de Taraunitis, de algum modo duvidosamente, relata que um de seus filhos foi morto. Damião Dalasseno foi sucedido como duque de Antioquia por Nicéforo Urano.

### Família
Damião Dalasseno teve ao menos três filhos:
- Constantino Dalasseno - duque de Antioquia em 1025 e um favorito de Constantino VIII (r. 1025–1028).
- Teofilacto Dalasseno - também duque de Antioquia;
- Romano Dalasseno - catepano da Ibéria.

Teofilacto foi muito provavelmente pai de Adriano, o avô materno de Ana Dalassena, a mãe de Aleixo I Comneno (r. 1081–1118) e fundador da dinastia comnena.